# Josephine Chukwunonye
Josephine Chukwunonye (sinh ngày 19 tháng 3 năm 1992) là một cầu thủ bóng đá người Nigeria chơi cho Asarums IF ở giải Divison 1, và cho đội tuyển bóng đá quốc gia Nigeria. Trước đây cô từng chơi cho đội bóng trong tại quê nhà Nigeria là Rivers Angels trong bảy năm và cho Washington Spirit trong Giải bóng đá nữ quốc gia.

## Câu lạc bộ sự nghiệp
Sau bảy năm chơi cho Rivers Angels thuộc Giải vô địch nữ Nigeria, vào tháng 6 năm 2015, Chukwunonye có cơ hội tham gia giải đấu Liên đoàn bóng đá nữ quốc gia thông qua việc đầu quân cho đội bóng Washington Spirit. Cô được ký hợp đồng với Hayley Raso. Chukwunonye chia sẻ vào thời điểm đó: "Tôi rất hào hứng được gia nhập gia đình Washington Spirit, đó là một niềm vui và giấc mơ trở thành sự thật với tôi, tôi thích chơi với những cầu thủ tuyệt vời như Crystal Dunn, người tôi đã đối mặt ở World Cup U20 năm 2012 Tôi rất hào hứng khi được làm việc với huấn luyện viên Parsons vì tôi biết anh ấy sẽ mang đến những điều tốt nhất cho tôi. " Chukwunonye là người quốc tế Nigeria thứ hai trong đội hình, gia nhập Francisca Ordega. Sau khi chơi hai trận cho đội, cô được giải thoát hợp đồng và trở thành cầu thủ tự do vào tháng 12 năm 2015.
Vào tháng 3 năm 2016, cả Chukwynonye và đồng nghiệp đồng hương Ngozi Okobi được ký kết bởi phía Thụy Điển Vittsjö GIK. Trước đây, họ đã chơi cùng nhau trong đội hình của Washington Spirit, và khi chuyển đến Vittsjö GIK, họ tham gia thi đấu cùng với hai đồng hương Nigeria khác là Nkem Ezurike và Ifeoma Dieke. Chukwynonye nói: "Tôi rất hào hứng được gia nhập gia đình Vittsjo; đó là một niềm vui và một giấc mơ trở thành sự thật với tôi, tôi rất muốn chứng tỏ bản thân và cống hiến hết sức mình để đưa câu lạc bộ đến vinh quang".

## Sự nghiệp quốc tế
Cô đại diện cho Nigeria tham gia giải đấu ở cấp độ trẻ tại World Cup FIFA U-17 dành cho nữ 2008 và World Cup FIFA U-20 dành cho nữ 2012. Ở cấp độ đội tuyển quốc gia, cô là thành viên của đội tuyển Nigeria tham gia các giải đấu FIFA World Cup 2011 và 2015 cũng như Giải vô địch nữ châu Phi trong các lần tổ chức vào các năm 2010, 2012 và 2014, chiến thắng giải đấu này hai lần (2010 và 2014).